# Campionat d'Europa d'atletisme de 1998
El Campionat d'Europa d'atletisme de 1998 fou la dissetena edició del Campionat d'Europa d'atletisme organitzat sota la supervisió de l'Associació Europea d'Atletisme. La competició es dugué a terme entre els dies 18 i 23 d'agost de 1998 a l'Estadi Ferenc Puskás de Budapest (Hongria).

## Medallistes

### Categoria masculina
| Prova | Or                                                                         | Or       | Plata                                                                       | Plata    | Bronze                                                                        | Bronze   |
| 100 m | Darren Campbell · Gran Bretanya                                            | 10.04    | Dwain Chambers · Gran Bretanya                                              | 10.10    | Haralabos Papadias · Grècia                                                   | 10.17    |
| 200 m | Douglas Walker · Gran Bretanya                                             | 20.53    | Douglas Turner · Gran Bretanya                                              | 20.64    | Julian Golding · Gran Bretanya                                                | 20.72    |
| 400 m | Iwan Thomas · Gran Bretanya                                                | 44.52    | Robert Maćkowiak · Polònia                                                  | 45.04    | Mark Richardson · Gran Bretanya                                               | 45.14    |
| 800 m | Nils Schumann · Alemanya                                                   | 1:44.89  | André Bucher · Suïssa                                                       | 1:45.04  | Lukáš Vydra · República Txeca                                                 | 1:45.23  |
| 1500 m | Reyes Estévez · Espanya                                                    | 3:41.31  | Rui Silva · Portugal                                                        | 3:41.84  | Fermín Cacho · Espanya                                                        | 3:42.43  |
| 5000 m | Isaac Viciosa · Espanya                                                    | 13:37.46 | Manuel Pancorbo · Espanya                                                   | 13:38.03 | Mark Carroll · Ireland                                                        | 13:38.15 |
| 10.000 m | António Pinto · Portugal                                                   | 27:48.62 | Dieter Baumann · Alemanya                                                   | 27:56.75 | Stéphane Franke · Alemanya                                                    | 27:59.90 |
| 110 m. tanques | Colin Jackson · Regne Unit                                                 | 13.02    | Falk Balzer · Alemanya                                                      | 13.12    | Robin Korving · Països Baixos                                                 | 13.20    |
| 400 m. tanques | Paweł Januszewski · Polònia                                                | 48.18    | Ruslan Mashchenko · Rússia                                                  | 48.25    | Fabrizio Mori · Itàlia                                                        | 48.71    |
| 3000 m. obstacles | Damian Kallabis · Alemanya                                                 | 8:13.10  | Alessandro Lambruschini · Itàlia                                            | 8:16.70  | Jim Svenøy · Noruega                                                          | 8:18.97  |
| relleus 4x100 m. llisos | Regne UnitAllyn Condon · Darren Campbell · Douglas Walker · Julian Golding | 38.52    | FrançaThierry Lubin · Frédéric Krantz · Christophe Cheval · Needy Guims     | 38.87    | PolòniaMarcin Krzywański · Marcin Nowak · Piotr Balcerzak · Ryszard Pilarczyk | 38.98    |
| relleus 4x400 m. llisos | Regne UnitMark Hylton · Jamie Baulch, · Iwan Thomas · Mark Richardson      | 2.58.68  | PolòniaPiotr Rysiukiewicz · Tomasz Czubak · Piotr Haczek · Robert Maćkowiak | 2:58.88  | EspanyaAntonio Andrés · Juan Vicente Trull · Andreu Martínez · David Canal    | 3:02.47  |
| Marató | Stefano Baldini · Itàlia                                                   | 2:12:01  | Danilo Goffi · Itàlia                                                       | 2:12:11  | Vincenzo Modica · Itàlia                                                      | 2:12:53  |
| 20 km. marxa | Ilya Markov · Rússia                                                       | 1:21:10  | Aigars Fadejevs · Letònia                                                   | 1:21:29  | Paquillo Fernández · Espanya                                                  | 1:21:39  |
| 50 km. marxa | Robert Korzeniowski · Polònia                                              | 3:43:51  | Valentin Kononen · Finlàndia                                                | 3:44:29  | Andrey Plotnikov · Rússia                                                     | 3:45:53  |
| Salt d'alçada | Artur Partyka · Polònia                                                    | 2.34     | Dalton Grant · Regne Unit                                                   | 2.34     | Serguei Kliuguin · Rússia                                                     | 2.32     |
| Salt amb perxa | Maksim Taràssov · Rússia                                                   | 5.81     | Tim Lobinger · Alemanya                                                     | 5.81     | Jean Galfione · França                                                        | 5.76     |
| Salt de llargada | Kirill Sosunov · Rússia                                                    | 8.28     | Bogdan Ţăruş · Romania                                                      | 8.21     | Petar Dachev · Bulgària                                                       | 8.06     |
| Triple salt | Jonathan Edwards · Regne Unit                                              | 17.99    | Denis Kapustin · Rússia                                                     | 17.45    | Rostislav Dimitrov · Bulgària                                                 | 17.26    |
| Llançament de pes | Oleksandr Bagach · Ucraïna                                                 | 21.17    | Oliver-Sven Buder · Alemanya                                                | 20.98    | Yuriy Bilonoh · Ucraïna                                                       | 20.92    |
| Llançament de disc | Lars Riedel · Alemanya                                                     | 67.07    | Jürgen Schult · Alemanya                                                    | 66.69    | Virgilijus Alekna · Lituània                                                  | 66.46    |
| Llançament de javelina | Steve Backley · Regne Unit                                                 | 89.72    | Mick Hill · Regne Unit                                                      | 86.92    | Raymond Hecht · Alemanya                                                      | 86.63    |
| Llançament de martell | Tibor Gécsek · Hongria                                                     | 82.87    | Balázs Kiss · Hongria                                                       | 81.26    | Karsten Kobs · Alemanya                                                       | 80.13    |
| Decatló | Erki Nool · Estònia                                                        | 8667     | Eduard Hämäläinen · Finlàndia                                               | 8587     | Lev Lobodin · Rússia                                                          | 8571     |
| AR Rècord del continent \| CR Rècord del campionat \| NR Rècord nacional \| OR Rècord olímpic \| PB/PR Millor marca personal/Rècord personal SB Millor marca personal de la temporada \| WL Millor marca mundial de l'any \| WR Rècord del món |                                                                            |          |                                                                             |          |                                                                               |          |

### Categoria femenina
| Prova | Or                                                                       | Or       | Plata                                                                                        | Plata    | Bronze                                                                        | Bronze   |
| 100 m | Christine Arron · França                                                 | 10.73 ER | Irina Privalova · Rússia                                                                     | 10.83    | Ekaterini Thanou · Grècia                                                     | 10.87    |
| 200 m | Irina Privalova · Rússia                                                 | 22.62    | Zhanna Pintusevich · Ucraïna                                                                 | 22.74    | Melanie Paschke · Alemanya                                                    | 22.78    |
| 400 m | Grit Breuer · Alemanya                                                   | 49.93    | Helena Fuchsová · República Txeca                                                            | 50.21    | Olga Kotlyarova · Rússia                                                      | 50.38    |
| 800 m | Yelena Afanasyeva · Rússia                                               | 1:58.50  | Malin Ewerlöf · Suècia                                                                       | 1:59.61  | Stephanie Graf · Àustria                                                      | 2:00.11  |
| 1500 m | Svetlana Masterkova · Rússia                                             | 4:11.91  | Carla Sacramento · Portugal                                                                  | 4:12.62  | Anita Weyermann · Suïssa                                                      | 4:13.06  |
| 5000 m | Sonia O'Sullivan · Irlanda                                               | 15:06.50 | Gabriela Szabo · Romania                                                                     | 15:08.31 | Marta Domínguez · Espanya                                                     | 15:10.54 |
| 10.000 m | Sonia O'Sullivan · Irlanda                                               | 31:29.33 | Fernanda Ribeiro · Portugal                                                                  | 31:32.42 | Lidia Șimon · Romania                                                         | 31:32.64 |
| 100 m. tanques | Svetla Dimitrova · Bulgària                                              | 12.56    | Brigita Bukovec · Eslovènia                                                                  | 12.65    | Irina Korotya · Rússia                                                        | 12.85    |
| 400 m. tanques | Ionela Târlea · Romania                                                  | 53.37    | Tetyana Tereshchuk · Ucraïna                                                                 | 54.07    | Silvia Rieger · Alemanya                                                      | 54.45    |
| relleus 4×100 m llisos | FrançaKatia Benth · Frédérique Bangué · Sylviane Félix · Christine Arron | 42.59    | AlemanyaMelanie Paschke · Gabi Rockmeier · Birgit Rockmeier · Andrea Philipp                 | 42.68    | RússiaOksana Ekk · Galina Malchugina · Natalya Voronova · Irina Privalova     | 42.73    |
| relleus 4×400 m llisos | AlemanyaAnke Feller · Uta Rohländer · Silvia Rieger · Grit Breuer        | 3:23.03  | RússiaNatalya Khrushcheleva · Svetlana Goncharenko · Iekaterina Bakhvàlova · Olga Kotlyarova | 3:23.56  | Regne UnitDonna Fraser · Vikki Jamison · Katharine Merry · Allison Curbishley | 3:25.66  |
| Marató | Manuela Machado · Portugal                                               | 2:27:10  | Madina Biktagirova · Rússia                                                                  | 2:28:01  | Maura Viceconte · Itàlia                                                      | 2:28:31  |
| 10 km. marxa | Annarita Sidoti · Itàlia                                                 | 42:49    | Erica Alfridi · Itàlia                                                                       | 42:54    | Susana Feitor · Portugal                                                      | 42:55    |
| Salt de llargada | Heike Drechsler · Alemanya                                               | 7.16     | Fiona May · Itàlia                                                                           | 7.11     | Lyudmila Galkina · Rússia                                                     | 7.06     |
| Salt amb perxa | Anzhela Balakhonova · Ucraïna                                            | 4.31     | Nicole Humbert · Alemanya                                                                    | 4.31     | Yvonne Buschbaum · Alemanya                                                   | 4.31     |
| Salt d'alçada | Monica Dinescu · Romania                                                 | 1.97     | Donata Jancewicz · Polònia                                                                   | 1.95     | Alina Astafei · Alemanya                                                      | 1.95     |
| Triple salt | Olga Vasdeki · Grècia                                                    | 14.55    | Šárka Kašpárková · República Txeca                                                           | 14.53    | Tereza Marinova · Bulgària                                                    | 14.50    |
| Llançament de pes | Vita Pavlysh · Ucraïna                                                   | 21.69    | Irina Korzhanenko · Rússia                                                                   | 19.71    | Yanina Karolchik · Belarús                                                    | 19.23    |
| Llançament de disc | Franka Dietzsch · Alemanya                                               | 67.49    | Natalya Sadova · Rússia                                                                      | 66.94    | Nicoleta Grasu · Romania                                                      | 65.94    |
| Llançament de javelina | Tanja Damaske · Alemanya                                                 | 69.10    | Tatyana Shikolenko · Rússia                                                                  | 66.92    | Mikaela Ingberg · Finlàndia                                                   | 64.92    |
| Llançament de martell | Mihaela Melinte · Romania                                                | 71.17    | Olga Kuzenkova · Rússia                                                                      | 69.28    | Kirsten Münchow · Alemanya                                                    | 65.61    |
| Heptatló | Denise Lewis · Regne Unit                                                | 6559     | Urszula Włodarczyk · Polònia                                                                 | 6460     | Natallia Sazanovich · Belarús                                                 | 6410     |
| AR Rècord del continent \| CR Rècord del campionat \| NR Rècord nacional \| OR Rècord olímpic \| PB/PR Millor marca personal/Rècord personal SB Millor marca personal de la temporada \| WL Millor marca mundial de l'any \| WR Rècord del món |                                                                          |          |                                                                                              |          |                                                                               |          |

## Medaller
Seu
| Posició | País            | Or | Plata | Bronze | Total |
| 1       | Gran Bretanya   | 9  | 4     | 3      | 16    |
| 2       | Alemanya        | 8  | 7     | 8      | 23    |
| 3       | Rússia          | 6  | 9     | 7      | 22    |
| 4       | Polònia         | 3  | 4     | 1      | 8     |
| 5       | Romania         | 3  | 2     | 2      | 7     |
| 6       | Ucraïna         | 3  | 2     | 1      | 6     |
| 7       | Itàlia          | 2  | 4     | 3      | 9     |
| 8       | Portugal        | 2  | 3     | 1      | 6     |
| 9       | Espanya         | 2  | 1     | 4      | 7     |
| 10      | França          | 2  | 1     | 1      | 4     |
| 11      | Irlanda         | 2  | 0     | 1      | 3     |
| 12      | Hongria         | 1  | 1     | 0      | 2     |
| 13      | Bulgària        | 1  | 0     | 3      | 4     |
| 14      | Grècia          | 1  | 0     | 2      | 3     |
| 15      | Estònia         | 1  | 0     | 0      | 1     |
| 16      | Finlàndia       | 0  | 2     | 1      | 3     |
| 16      | República Txeca | 0  | 2     | 1      | 3     |
| 18      | Suïssa          | 0  | 1     | 1      | 2     |
| 19      | Eslovènia       | 0  | 1     | 0      | 1     |
| 19      | Letònia         | 0  | 1     | 0      | 1     |
| 19      | Suècia          | 0  | 1     | 0      | 1     |
| 22      | Belarús         | 0  | 0     | 2      | 2     |
| 23      | Àustria         | 0  | 0     | 1      | 1     |
| 23      | Lituània        | 0  | 0     | 1      | 1     |
| 23      | Noruega         | 0  | 0     | 1      | 1     |
| 23      | Països Baixos   | 0  | 0     | 1      | 1     |
|         | Total           | 46 | 46    | 46     | 138   |